# 博爾果洛
博爾果洛 （17世纪?—?），又名博翁果諾，清朝宗室。清太宗皇太極之孫、承澤裕親王碩塞次子。
順治十一年十二月（1655年），父親碩塞逝世，其兄博果鐸承襲爵位為親王，改號為莊親王。康熙四年（1665年），朝廷封博爾果洛為惠郡王。曾為議政，於康熙十一年十二月與裕親王福全、莊親王博果鐸、及溫郡王猛瓘一同疏辭議政。康熙二十三年（1684年），博爾果洛因犯陪祀不謹之罪被革去爵位。
雍正元年（1723年），兄長博果鐸逝世，因無子繼承莊親王爵位，宗人府題請以清聖祖兒子承襲，世宗以聖祖第十六子允祿為博果鐸後嗣，承襲莊親王爵位，又封博爾果洛之孫球琳（第五子福蒼長子）為貝勒，惠郡王所屬佐領皆為其隸屬。